# Earl Monroe
Vernon Earl Monroe (Filadèlfia, Pennsilvània, 21 de novembre de 1944) és un exjugador de bàsquet estatunidenc que va disputar tretze temporades en la NBA. Va rebre el sobrenom de Jesus en els carrers de Philadelphia, canviat a Black Jesus (Jesús Negre) pels mitjans, i va ser anomenat Earl the Pearl (Earl la Perla) ja en la seua època de professional.